# Heidi Montag
Heidi Blair Pratt (născută Montag; n. 15 septembrie 1986, Crested Butte, Colorado) este o actriță și cântăreață americană. Heidi a devenit cunoscută prin serialul The Hills.

## Date biografice
Cariera ei a început prin primirea unor roluri mici în diferite seriale sau filme TV transmise în emisiunile MTV-Reality-TV-Show Laguna Beach – The Real Orange County. Mulțumită prieteniei cu actrița Lauren Conrad, Heidi primește rolul principal în serialul The Hills. Amândouă au studiat la Fashion Institute of Design & Merchandising în Los Angeles, însă Heidi Montag, în 2005, a întrerupt studiul pentru a lucra la Bolthouse Productions. Din anul 2007 a început să cânte în emisiunile moderate de Ryan Seacrest.
În aprilie 2009 se căsătorește cu Spencer Prat, de care în 2010 va trăi despărțită câteva luni. În 2009 lasă printr-o operație estetică să-i fie corectat nasul și să i se mărească sânii.

## Filmografie

### TV
- 2006–2010 	The Hills
- 2009 	How I Met Your Mother
- 2009 	I'm a Celebrity... Get Me out of Here!

### Cinema
- 2011 	Just Go With

## Discografie

### Album
- 2010 Superficial
- 2009 	Wherever I Am
- 2009 	Here She Is…

### Solo
- 2008 "Fashion"
- 2009 "Look How I'm Doing"
- 2009 "Blackout"
- 2009 "Body Language"
- 2009 "Superficial"
- 2010 "Sex Ed"
- 2010 "Trash Me"